# Burg Heitersheim
Die Burg Heitersheim ist eine abgegangene Burg bei der Stadt Heitersheim im Landkreis Breisgau-Hochschwarzwald in Baden-Württemberg.
Von der nicht genau lokalisierbaren Burganlage der vom Heitersheimer Ortsadel erbauten Burg ist nichts erhalten.